# 9056 Piskunov
9056 Piskunov è un asteroide della fascia principale. Scoperto nel 1992, presenta un'orbita caratterizzata da un semiasse maggiore pari a 2,7974788 UA e da un'eccentricità di 0,0426375, inclinata di 2,73964° rispetto all'eclittica.